# Fulufjället Nationalpark
61°35′N 12°40′Ø / 61.583°N 12.667°Ø
Fulufjällets Nationalpark er en af Sveriges nationalparker og ligger i Särna församling i Älvdalens kommun i den nordvestlige del af Dalarna, op til grænsen af Trysil kommune i Norge.
Ved Fulufjället findes Sveriges højeste vandfald Njupeskär som er 93 m højt. De højeste punkter, Storhön (1.039 moh) og Brattfjället (1042 moh), ligger på en højslette på godt 900 meters højde.
- Old Tjikko